# Stadtwerke Brandenburg
Die StWB Stadtwerke Brandenburg an der Havel GmbH & Co. KG sind die Stadtwerke der Stadt Brandenburg an der Havel und bieten Dienstleistungen und Produkte rund um die Bereiche Erdgas, Fernwärme und Strom an. Die STWB gehört zu 51 % der Technische Werke Brandenburg an der Havel GmbH, die wiederum im Besitz der Stadt Brandenburg ist, zu 36,75 % der E.DIS AG (Fürstenwalde/Spree) und zu 12,25 % der EMB Beteiligungsgesellschaft mbH (Potsdam). Das Unternehmen konnte 2009 einen Umsatz von 98,93 Millionen Euro verbuchen (Gewinn: 4,6 Millionen Euro). Die kaufmännische Geschäftsführung liegt bei Michael Woik, die technische bei Gunter Haase. Das Unternehmen beschäftigt etwa 150 Mitarbeiter. Vorsitzender des Aufsichtsrates ist Brandenburgs Oberbürgermeister Steffen Scheller.

## Historie
Am 27. Januar 1995 erfolgte die Gründung der Stadtwerke Brandenburg GmbH, die jedoch erst am 1. April 1996 ihren Betrieb aufnahm. Im Juni 1996 wurde der Grundstein für das Heizkraftwerk in der Upstallstraße gelegt, welches sechs Monate später in Betrieb genommen wurde. Später erfolgte die Grundsteinlegung für das Heizwerk West auf dem ZF-Gelände.
Am 2. Juli 2002 wurde der Grundstein für den Bau des neuen Meisterhauses von StWB in der Upstallstraße gelegt. Die Meisterbereiche Strom, Gas/Wärme und Informationstechnik werden hier untergebracht. Die Einweihung erfolgte Ende Januar 2003.
Seit dem 30. August 2003 gibt es ein gemeinsames Kundenzentrum StWB/BRAWAG in der Innenstadt. Alle Dienstleistungen rund um Wasser, Abwasser, Strom, Gas und Wärme bekommen die Verbraucher aus einer Hand.
Am 18. Dezember 2005 unterzeichnet die STWB den Kauf- und Abtretungsvertrag mit der RWE AG, Essen, über den Erwerb der Restbeteiligung an der Städtischen Wasser- und Abwassergesellschaft BRAWAG GmbH.

## Heizkraftwerk
Seit Anfang des 20. Jahrhunderts gibt es in Brandenburg an der Havel eine Stromversorgung. Das erste Kraftwerk der Havelstadt wurde am Kanal an der Bauhofstraße errichtet. Es bestand aus zwei Gleichstrom-Dynamo-Maschinen von je 200 Kilowatt, zwei stehenden Verbunddampfmaschinen von je 86,6 m² Heizfläche. Das Kraftwerk nahm am 26. Oktober 1901 seinen Betrieb auf und versorgte 34 Kunden bei einem Anschlusswert von 65 Kilowatt.
Die Fernwärmeversorgung in der Stadt Brandenburg an der Havel begann im Oktober 1964 mit der Inbetriebnahme des Heizwerkes Nord. In den Jahren 1972 bis 1984 wurden insgesamt fünf weitere Heizwerke errichtet, die alte Heizkraftwerke ersetzten beziehungsweise zur Ablösung des eingesetzten Energieträgers dienen sollten.
Am 17. Juni 1996 erfolgte die Grundsteinlegung für ein neues und innovatives Heizkraftwerk. Die Bauzeit betrug fünfzehn Monate.

## Stromkennzeichnung
Nach § 42 EnWG zur Stromkennzeichnung sind alle Energieversorgungsunternehmen in Deutschland verpflichtet, die Herkunft des von ihnen gelieferten Stroms anzugeben. Die Stadtwerke Brandenburg veröffentlichten für das Jahr 2010 folgende Werte:
| Stromkennzeichnung               | Stromerzeugung 2010 in Deutschland | Stromlieferungen 2010 der StWB GmbH |
| -------------------------------- | ---------------------------------- | ----------------------------------- |
| Erneuerbare Energieträger        | 18,0 %                             | 25,3 %                              |
| Kernenergie                      | 24,5 %                             | 14,5 %                              |
| Fossile Energieträger + sonstige | 57,5 %                             | 60,2 %                              |
| Radioaktiver Abfall (mg/kWh)     | 0,7                                | 0,4                                 |
| CO2-Emissionen (g/kWh)           | 494                                | 443                                 |

## Versorgungsgebiet
Das Versorgungsgebiet der Stadtwerke Brandenburg beträgt 167 km² (Stand: 2008). Die Anzahl der mit Strom belieferten Verbraucherstellen liegt bei 44.230 (Stand: Dezember 2008), die mit Gas bei 17.297 (Stand: Dezember 2008).
Seit dem Jahr 2009 vertreiben die Stadtwerke Brandenburg reinen Wasserkraftstrom unter der Marke enerline bundesweit.